# Șabalîniv, Korop
Șabalîniv (în ucraineană Шабалинів) este localitatea de reședință a comunei Șabalîniv din raionul Korop, regiunea Cernihiv, Ucraina.

## Demografie
Componența lingvistică a localității Șabalîniv
     Ucraineană (98,6%)
     Rusă (1,34%)
     Alte limbi (0,06%)
Conform recensământului din 2001, majoritatea populației localității Șabalîniv era vorbitoare de ucraineană (98,6%), existând în minoritate și vorbitori de rusă (1,34%).